# Scuola di eroi
Scuola di eroi (Toy Soldiers) è un film statunitense del 1991, diretto da Daniel Petrie Jr e tratto dal romanzo di William P. Kennedy. Il cast comprende Denholm Elliott, Louis Gossett Jr., Sean Astin e Wil Wheaton.
Il film si svolge nella Regis High School, una costosa scuola superiore maschile dove vengono spediti i più indisciplinati rampolli dell'élite americana, che viene occupata da terroristi colombiani. Le forze di polizia, timorose di una strage, non riescono a risolvere la situazione che viene presa in mano da un gruppo di studenti coraggiosi.

## Trama
A Barranquilla, in Colombia, il Palazzo di Giustizia viene occupato da un gruppo di soldati mercenari, capeggiati dal terrorista Luis Calì. Il padre di Luis è Enrique Calì, capo di un grosso traffico di stupefacenti; Enrique è stato estradato negli Stati Uniti e Luis si vendica uccidendo una impiegata del ministero di giustizia e uno dei giudici.
Il gruppo fugge a bordo di un elicottero e riesce ad attraversare la frontiera tra Messico e Stati Uniti.
Negli Stati Uniti, la Regis High School è una scuola preparatoria che accoglie ragazzi di famiglia ricca ed influente, che sono stati espulsi da altre costose scuole private; per questo fatto è soprannominata "The Rejects High School" (il liceo degli espulsi).
Il gruppo più problematico, che dà regolarmente filo da torcere anche allo sceriffo locale, è formato da Billy Tepper, Joey Trotta, Hank Giles, Ricardo Montoya e Jonathan "Snuffy" Bradberry. Questi ragazzi sono in continua lotta con i loro insegnanti, soprattutto Dean Parker, giusto ma intransigente.
Phil Donoughe, compagno di stanza di Billy e Joey, è il figlio del giudice che siede al processo contro Enrique Calì, ed è stato messo sotto protezione e trasferito in un luogo sicuro fino alla conclusione del procedimento.
Luis Calì occupa la scuola per prendere Donoughe in ostaggio, senza sapere che non si trova più lì. I terroristi riempiono la scuola di esplosivo e giurano di far saltare tutti gli edifici se suo padre non sarà rilasciato; infatti, nonostante la mancanza del figlio del giudice, Luis Calì si rende conto di avere in mano la prole di uomini estremamente influenti.
L'esercito americano e l'FBI circondano la scuola, ma un ordine presidenziale gli vieta di intervenire per evitare vittime fra i ragazzi.
Dean Parker tenta di avvisare le autorità del fatto che i suoi studenti si ribellano sistematicamente contro ogni autorità, ma il suo allarme viene ignorato.
Nel frattempo, Billy e i suoi amici decidono di combattere i terroristi dall'interno. Luis Calì ha imposto una disciplina militare e conteggi molto frequenti per impedire la fuga, ma i ragazzi usano la loro abilità, affinata in anni di beffe ai danni del corpo insegnanti, per passare informazioni all'esercito all'esterno del perimetro. 
Dean Parker sostiene l'operato dei ragazzi contro il diffuso scetticismo dei capi delle forze speciali.
Quando Luis Calì scopre che Joey Trotta è il figlio di un noto capo mafioso, decide di rilasciarlo come gesto di rispetto. Però Joey disprezza l'attività criminale del padre e rifiuta di lasciare i suoi amici; si impadronisce di una delle pistole dei terroristi e viene ucciso accidentalmente.
Per vendicarsi, il padre di Joey fa uccidere Enrique Calì. Sia gli studenti che le forze speciali si rendono conto che Luis farà saltare la scuola non appena sentirà alla radio la notizia della morte del padre, e concordano rapidamente un piano di salvataggio.
Al tramonto, le forze speciali si inflitrano nella scuola. Contemporaneamente, Billy e i suoi amici si impadroniscono dei detonatori, disorientano i terroristi con attacchi a sorpresa e trasportano il preside e gli altri studenti in una camera di sicurezza sotterranea.
Luis prende in ostaggio Billy, ma viene prima ferito da Dean Parker e poi ucciso dalle forze speciali.
Billy accompagna Parker fuori dall'edificio e si unisce ai suoi compagni liberati fuori dalla scuola

## Produzione
Il film è basato su un romanzo di William P. Kennedy. La prima sceneggiatura fu scritta da David Koepp, che la scrisse per il regista John Schlesinger. In quella sceneggiatura l'azione si doveva svolgere in una scuola europea e i nemici dovevano essere dei terroristi palestinesi. Schlesigner lasciò il progetto e la sceneggiatura venne riscritta ambientando la storia negli Stati Uniti con nemici diversi.
Il film venne girato con un budget stimato di 10 milioni dollari e le riprese si svolsero dal 5 settembre al 7 novembre 1990.
Le scene esterne della scuola sono state girate alla Miller School of Albemarle di Charlottesville, in Virginia. Altre scene esterne sono state girate a San Antonio, Texas, Richmond, Virginia e Waynesboro, Virginia.

## Premi
Per la loro interpretazione, Sean Astin, Wil Wheaton, Keith Coogan, T.E. Russell e George Perez furono tutti candidati allo Young Artist Award per il miglior gruppo di giovani attori in un film alla tredicesima edizione del concorso. Non vinsero però il premio che andò a Donovan McCrary, Desi Arnez Hines II e Baha Jackson per la loro performance in Boyz n the Hood - Strade violente.

## Accoglienza
Il film ricevette critiche discordi. Roger Ebert diede al film due stelle su quattro affermando che "Dal momento che la trama del film è estremamente prevedibile, contavamo almeno su qualche buona trovata. Qui il film è così deludente che mi chiedo se gli sceneggiatori ci abbiano veramente provato." Il critico Clint Morris è stato più favorevole dichiarando "Le interpretazioni sono solide come rocce". Scuola di eroi ha un punteggio del 41% su Rotten Tomatoes.

### Botteghino
Il film si piazzò al terzo posto nel suo primo weekend nei cinema statunitensi ed incassò negli USA 15.073.942 dollari.